# Юссі (премія)
Юссі (фін. Jussi) — фінська національна кінопремія, заснована в 1944 році. Премію «Юссі» вручають найвидатнішим діячам фінського кінематографа за підсумками року. Рішення про нагородження премією приймає організація професійних працівників кіно Filmiaura. Переможцеві вручають гіпсову статуетку Юссі. Її автор — скульптор Бен Ренвалл. Статуетка є фігурою чоловіка, що стоїть. «Юссі» є однією з найстаріших кінопремій Європи.
Популярність премії змінювалася в різний час. У 1940-і і 1950-і роки її отримання вважалося престижним, але ситуація змінилася в 1960-і і 1970-і роки. Престиж премії став помалу відновлюватися у 1980-і роки завдяки регулярним телетрансляціям церемоній нагородження і в 1990-і роки завдяки підйому фінського кіно. Нині премію «Юссі» вручають повнометражним фінським фільмам у 15-ти номінаціях.

## Номінації
- Найкращий фільм (1987-)
- Найкращий режисер (1944-)
- Найкращий актор (1944-)
- Найкраща акторка (1944-)

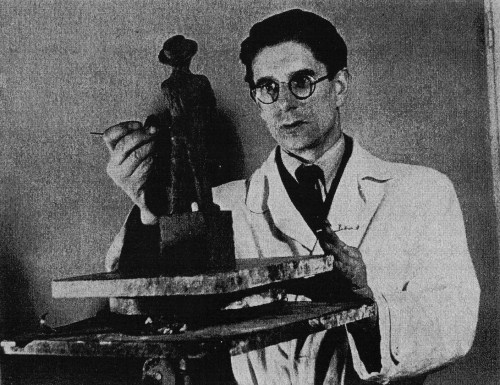
Скульптор Бен Ренвалл за виготовленням статуетки «Юссі», 1944

- Найкращий актор другого плану (1944–1965, 1981-)
- Найкраща акторка другого плану (1944–1965, 1981-)
- Найкращий сценарій (1945-)
- Найкраща операторська робота (1944-)
- Найкращий грим (1992, 2013)
- Найкраща музика (1950-)
- Найкращий монтаж (1964-)
- Найкращий звук (1994-)
- Найкраща робота художника-постановника (1944-)
- Найкращий дизайн костюмів (1992-)
- Найкращий документальний фільм (1985, 2002-)